# Craig Wilson
Craig Martin Wilson (ur. 5 lutego 1957 w Beeville w stanie Teksas) – amerykański piłkarz wodny, zdobywca srebrnego medalu z drużyną na Letnich Igrzyskach Olimpijskich w Los Angeles i Letnich Igrzyskach Olimpijskich w Seulu.